# 칠레 U-15 축구 국가대표팀
칠레 U-15 축구 국가대표팀(스페인어: selección de fútbol sub-15 de Chile)은 칠레를 대표하는 15세 이하의 축구 국가대표팀으로, 칠레의 축구 관리 기관인 칠레 축구 연맹의 관리를 받는다. 해당 대표팀은 CONMEBOL U-15 축구 선수권 대회와 같은 대회 준비를 위해 주로 소집된다. CONMEBOL U-15 축구 선수권 대회에 총 9번 출전했으며, 2007년과 2013년에 4위를 기록했다.